# Otho (Iowa)
Otho es una ciudad ubicada en el condado de Webster en el estado estadounidense de Iowa. En el Censo de 2010 tenía una población de 542 habitantes y una densidad poblacional de 456,92 personas por km².

## Geografía
Otho se encuentra ubicada en las coordenadas 42°25′20″N 94°8′58″O / 42.42222, -94.14944. Según la Oficina del Censo de los Estados Unidos, Otho tiene una superficie total de 1.19 km², de la cual 1.19 km² corresponden a tierra firme y (0%) 0 km² es agua.

## Demografía
Según el censo de 2010, había 542 personas residiendo en Otho. La densidad de población era de 456,92 hab./km². De los 542 habitantes, Otho estaba compuesto por el 97.6% blancos, el 0.55% eran afroamericanos, el 0.37% eran amerindios, el 0% eran asiáticos, el 0.18% eran isleños del Pacífico, el 0.55% eran de otras razas y el 0.74% pertenecían a dos o más razas. Del total de la población el 2.03% eran hispanos o latinos de cualquier raza.